# Пиччини, Кристиано
Кристиано Пиччини (итал. Cristiano Piccini; родился 26 сентября 1992 года, Флоренция, Италия) — итальянский футболист, защитник. Выступал за сборную Италии.

## Клубная карьера
Пиччини — воспитанник клуба «Фиорентина» из своего родного города. 5 декабря 2010 года в матче против «Кальяри» он дебютировал в Серии A. Летом 2011 года для получения игровой практики Кристиано на правах аренды перешёл в «Каррарезе». В матче против «Латины» он дебютировал в Серии C1. 4 апреля 2012 года в поединке против «Виртус Ланчано» Пиччини забил свой первый гол за «Каррарезе».
Летом того же года Пиччини был отдан в аренду в «Специю». 22 сентября в матче против «Сассуоло» он дебютировал в Серии B.
Летом 2013 года Кристиано на правах аренды присоединился к «Ливорно». 25 августа в матче против «Ромы» он дебютировал за новую команду. Через год Пиччини отправился в аренду в испанский «Бетис». 7 сентября в матче против «Понферрадина» он дебютировал в Сегунде. По итогам сезона Кристиано помог команде выйти в элиту. После окончания срока аренды руководство клуба выкупило трансфер игрока. Сумма трансфера составила 1,3 млн. евро. 23 августа 2015 года в матче против «Вильярреала» он дебютировал в Ла Лиге. 8 января 2017 года в поединке против «Леганес» Кристиано забил свой первый гол за «Бетис».
Летом того же года Пиччини перешёл в лиссабонский Спортинг. Сумма трансфера составила 3 млн. евро. 6 августа в матче против «Авеша» он дебютировал в Сангриш лиге.
Летом 2018 года Пиччини перешёл в «Валенсию», подписав контракт на четыре года с суммой отступных 80 млн. евро. Сумма трансфера составила 8 млн. евро. 20 августа в матче против «Атлетико Мадрид» он дебютировал за новую команду.

## Международная карьера
10 октября 2018 года в товарищеском матче против сборной Украины он дебютировал за сборную Италии, заменив во втором тайме Алессандро Флоренци.